# Sambia
Sambia (en ruso: Земландский полуостров, Zemlandsky poluostrov, literalmente península Zemlandsky) es una península de Rusia, en la costa sudoriental del mar Báltico, que separa la laguna del Vístula (al sur) de la laguna de Curlandia (en el norte). El istmo de Curlandia es un cordón dunar que sale desde la parte norte a modo de subpenínsula. Al oeste, la península limita con el mar Báltico y al este se convierte en la antigua tierra baja de Prusia. Administrativamente pertenece al óblast de Kaliningrado.  Antes de 1945 formaba parte de la Prusia Oriental.
El área de la península es de unos 900 km², la altura máxima es el monte Galtgarben (110 m s. n. m.). En la parte occidental de la península (cerca del asentamiento de Jantarnyj), en la llamada costa Ámbar, se encuentran los depósitos industriales de ámbar más grandes del mundo.

## Origen del nombre
Sambia recibe su nombre de los sambianos, una tribu extinta de prusianos. En las lenguas germánicas recibe el nombre de Samland, en lituano se la denomina Semba,  mientras que en polaco, latín y lenguas latinas derivadas la llaman Sambia.

## Geografía
La península está ubicada en la costa sureste del mar Báltico y separa la bahía de agua dulce de Kaliningrado (Vístula), con la bahía de Primorskaya y la bahía de Gdansk, en el suroeste, de la laguna de Curlandia de agua dulce y el mar Báltico abierto en el noreste. El cabo Taran se encuentra en la parte norte de la península, donde se encuentran el faro y la base de las fuerzas de defensa aérea. Hay muchos ríos en la península, el mayor de los cuales es el que desemboca en la bahía de Pregolya en Kaliningrado y el que desemboca en la bahía de Nelma, Primorskaya. Otros ríos son el Aleika, Instruch, Deima, Angrapa y Neman.
El relieve de la península es predominantemente llano,  las alturas más altas se encuentran en el sur y sureste de la península. El punto más alto está a 110 m sobre el nivel del mar (monte Galtgarben). Hay pocos bosques, en su mayoría plantaciones secundarias.
La costa en las partes norte y oeste es escarpada, empinada, rocosa en algunos lugares, volviéndose más suave a medida que se acerca a Zelenogradsk y al istmo de Curlandia; en la parte sur también es apacible, pantanosa. En la parte norte de la península está el istmo de Curlandia (un monumento natural incluido en la Lista del Patrimonio Mundial de la UNESCO), y en la parte sur, en el norte del istmo Baltico, la península de Pillau. Las playas costeras están cubiertas de arena fina y clara. La costa occidental de la península se llama costa Ámbar; en ella encuentran los depósitos de ámbar más grandes del mundo (el pueblo de Yantarny). La cubierta del suelo está formada por parderas, suelos podzólicos débiles, medios y escondidos, arenosos y franco arenosos en la morrena. Dominado por vegetación de pastizales con áreas de bosques mixtos. Hay hayedos .
La plataforma cerca de la península es poco profunda, gradualmente las profundidades del mar alcanzan los 20 m. A lo largo de la costa sur de la península se encuentra el canal navegable del mar de Kaliningrado, que va desde el puerto de Kaliningrado hasta el puerto de Baltiysk, la base principal de la Flota del Báltico de Rusia.

## Historia

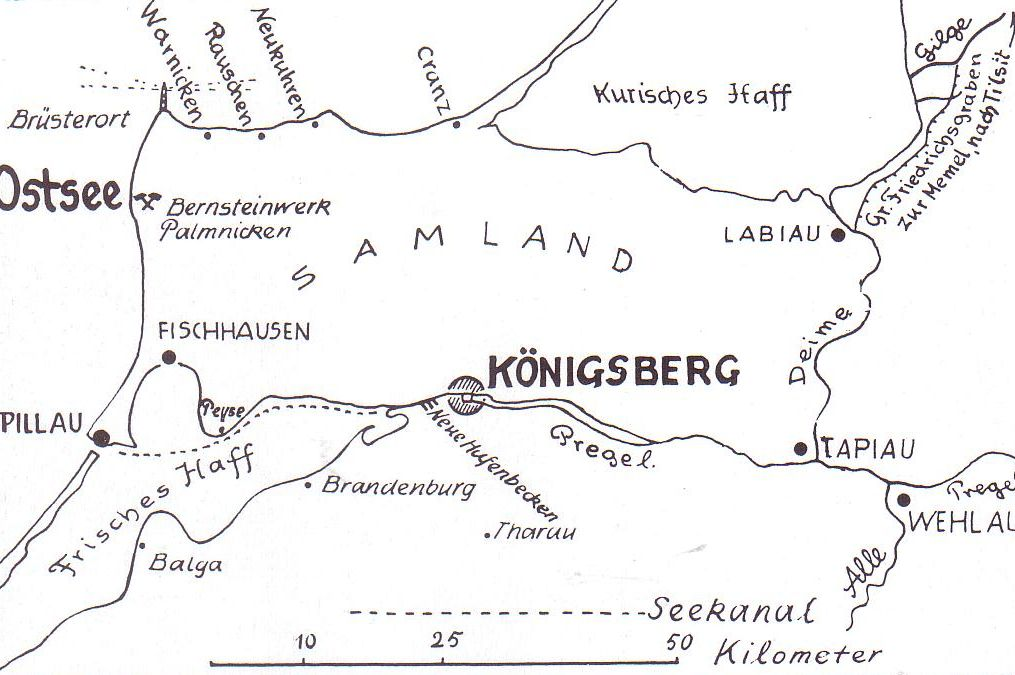
La Sambia histórica

### Alta Edad Media
Sambia estuvo habitada originariamente por los sambianos. 
Saxo Grammaticus en su Gesta Danorum cita dos importantes incursiones a principios de la década de 840 de Ragnar Lodbrok en el mar Báltico, el primero contra los dominios de los semigalianos que Saxo denomina «hellespontianos», y el segundo contra curonios y sambianos. Tras vencer a los semigalianos, de regreso a Dinamarca, atacó las costas de Sambia y el reino de los curonios forzando a sus habitantes a reconocerle como conquistador para evitar la devastación.
Los vikingos daneses establecieron una colonia en Sambia hacia el siglo X. Según Saxo Grammaticus en Gesta Danorum, Haakon, uno de los hijos de Harald Blåtand, encabezó los ataques quemando sus naves para evitar la retirada de sus guerreros y luchasen hasta el fin, conquistando la península y estableciendo un asentamiento permanente. La mención de un hijo del rey Harald llamado Haakon solo aparece en Gesta Danorum, en otras fuentes como la Saga Fagrskinna aparece el noruego Haakon Jarl que atacó las regiones bálticas hacia 970 con ayuda de los daneses, lo que hace suponer que ambos son el mismo personaje.
Anteriormente, Saxo cita que tras derrotar a los semigalianos que él denomina «hellespontianos», de regreso a Dinamarca, Ragnar Lodbrok atacó las costas de Sambia y el reino de los curonios forzando a sus habitantes a reconocerle como conquistador para evitar la devastación.
La colonización vikinga danesa aparece también mencionada en los annales Ryenses (Rydårbogen) donde se menciona que subyugaron a los prusianos, semigalianos y carelianos entre otros. La colonia sobrevivió hasta principios del siglo XII.

### Cruzadas bálticas

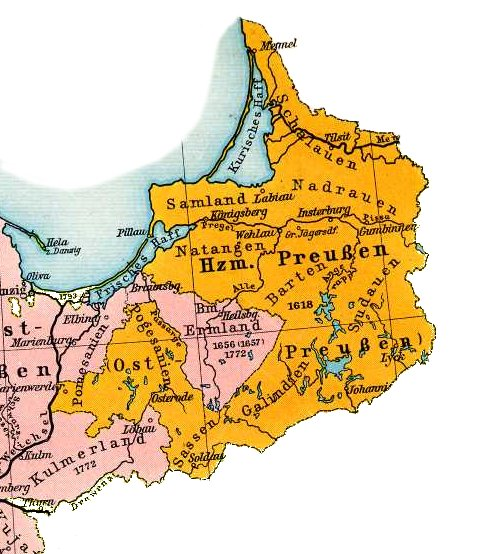
Sambia en el Ducado de Prusia, cerca de 1648.

Los caballeros teutónicos alemanes conquistaron la región durante el siglo XIII iniciando la diócesis de Sambia en 1243 junto a las diócesis de Pomesania, Warmia, Culm, y las cuatro diócesis de Prusia. Los sambianos participaron en el Gran Levantamiento Prusiano (1260-1274), se levantaron contra los caballeros teutónicos pero fueron los primeros en rendirse. Cuando los otros clanes intentaron resucitar el levantamiento en 1276, los sambianos no se sumaron a la revuelta; los natangianos y warmianos les siguieron y el levantamiento fue aplastado en un año. Colonos del Sacro Imperio Romano Germánico ocuparon la región, y los prusianos sambianos fueron asimilados gradualmente. La península fue la última región donde se habló el idioma prusiano antiguo antes de extinguirse a comienzos del siglo XVIII.